# Comuna Perișani, Vâlcea
Perișani este o comună în județul Vâlcea, Muntenia, România, formată din satele Băiașu, Mlăceni, Perișani (reședința), Podeni, Poiana, Pripoare, Spinu și Surdoiu.
1.2.  Scurt istoric 
Cercetări dedicate comunei Perișani au fost demarate încă de la începutul secolului trecut, chiar dacă în mod indirect, de către geograful Ion Conea, care alocă un întreg studiu monographic acestor locuri. Un alt autor care s-a aplecat asupra zonei este Costea Marinoiu, cu a sa lucrare „Toponimia Țării Loviștei”(2001). 
În literatura de specialitate, majoritatea referirilor la comuna Perișani sunt strâns legate de locul desfășurării bătăliei de la Posada, din anul 1330, între Basarab I și Carol Robert de Anjou. 
O primă monografie dedicată comunei este scrisă de către învățătorul Florea Vlădescu, care o dezvoltă uterior în cadrul unei cărți, intitulată „Monografia comunei Titești”(2003). Originar din satul Titești, autorul se concentrează mai mult pe satele Titești, Bratovești și Cucoiu, celelalte sate fiind amintite tangențial. 
Trebuie precizat că, în decursul timpului, comuna Perișani a avut mai multe organizări teritoriale, în cursul cărora, între anii 1968și 2003, a inclus și comuna Titești. 
O ultimă cercetare a zonei datează din august 2010, când, sub egida asociației „Cultul Eroilor” (filiala Vâlcea), condusă de Eugen Petrescu, și a Primăriei Perișani, o echipă de cercetători și studenți ai Universității din Craiova, coordonată de profesorul universitar Dinică Ciobotea, au petrecut o săptămână în zonă. Scopul principal al cercetării lor a fost studierea căii mari, drumul de legătură între Transilvania și Țara Românească, care trecea prin Câineni-Boișoara-Titești-Perișani-Sălătruc-Curtea de Argeș. În timpul petrecut pe raza comunei, echipa a vizitat defileul Pripoare (ipoteticul loc al luptei de la Posada), bisericile din localitate, cimitirul eroilor de la Titești, inscripții și cruci de piatră din zonă. În acest context, va fi vazută și inscripția din zona satului Titești, ce a dat naștere unor controverse în presa locală, unii considerând că ar fi mormântul lui Mișelav, un conducător amintit în perioada marii năvaliri mongole din secolul al XIII-lea. Aceste cercetări nu au fost finalizate cu lucrări scrise. La sfârșitul cercetărilor au fost organizate o serie de conferințe la sediul Primăriei Perișani și al Episcopiei Râmnicului. 
Dificultatea prezentei cercetări a constat în volumul redus de materiale arhivistice existente și a numărului de deținători de fond arhivistic. După cum aminteam mai devreme, comuna Perișani a avut mai multe organizări teritoriale, în care a aparținut de județul Argeș, în componența diverselor Plase și Plaiuri. Astfel, actuala împărțire administrativ-teritorială, în care comuna depinde de județul Vâlcea, datează din anii comunismului. 
O altă problemă au fost și condițiile de păstrare ale fondurilor arhivistice constituite de către entitățile locale (Primărie, Post de Jandarmi, Parohie etc). În acest sens, anii Primului Război Mondial,  în care s-au dus lupte pe aceste locuri, au afectat iremediabil fondul arhivistic zonal.
O altă cauză este păstrarea defectuoasă a arhivei de către instituțiile din zonă în perioada de până după instaurarea regimului communist. Toate acestea au făcut ca la nivelul Arhivelor Statului – filialele Pitești și Vâlcea – să existe puțin fond arhivistic despre Perișani și să nu aibă o constanță în timp. 
Sper că această lucrare, care nu reprezintă decât o mică parte din informațiile ce se pot aduce, să reprezinte un alt pas către cunoașterea amănunțită a istoricului comunei.
2.2. Bătălia de la Posada
Fiind o zonă de graniță ce era traversată de drumurile ce făceau legătura între Transilvania și Țara Românească, Țara Loviștei intră în atenția regalității maghiare. Interesul coroanei maghiare față de zonele extracarpatice, în perioada secolelor XII-XIII, trebuie pus în contextul dintre confruntarea maghiarilor cu Imperiul Bizantin și apoi, cu Imperiul vlaho-bulgar al Asǎneștilor[1]. Sub egida Papei, regii maghiari din dinastia Arpadianǎ vor încerca sǎ se extindă dincolo de Carpați pânǎ în zona Dunării, fie prin stăpânire directă sau prin unele formațiuni politice vasale. Această extindere va fi stopată doar de năvălirea tătară din 1241 și stingerea dinastiei arpadiene. 
Pe lângă aceste puteri dunărene și regatul maghiar, în această perioadă intervin și cumanii, așezați în zona extracarpatică. Aceștia vor participa inițial la luptele pentru putere între Imperiul Bizantin și Imperiul Asăneștilor. Cumanii îi vor ajuta frecvent pe vlahi și bulgari în luptele cu Imperiul Bizantin și, mai apoi, cu Imperiul Latin de Răsărit[2].
Pentru a se apăra de cumani, sprijinit de papalitate și Ordinul Teutonic din Țara Bârsei, regatul maghiar declanșează în 1211 o ofensivă împotriva cumanilor prin expediții, construcția de fortificații și creștinare[3]. 
Tot în anul 1211, este menționată o expediție militară împotriva Vidinului, sub conducerea comitelui Ioachim de Sibiu, al cărui traseu posibil era vechiul drum al Oltului, prin Loviște[4].
Un fapt important este că din această oaste făceau parte sași, români, secui și pecenegi, care dovedește integrarea diferiților locuitori ai sudului Transilvaniei în organizarea militară a regatului maghiar.
Un alt eveniment important, care va duce la modificarea raportului de forțe din zonă, este marea invazie mongolă, între 1241-1242. Una din căile de pătrundere a acestora se consideră ca ar fi fost și Valea Oltului, prin Pasul Turnu Rosu, spre Sibiu, după ce ar fi înfrânt un corp de oaste sub conducerea lui Mișelav, identificat cu Seneslav[5].
Referitor la acest nume, în urma cercetărilor din 2 august 2010, făcute de o echipă de specialiști ai Universității din Craiova, sub egida Cultului Eroilor din Râmnicu Vâlcea și cu sprijinul Primăriei Comunei Perișani, la Titești  (mai precis, în satul Cucoi) s-a identificat o inscripție în limba slavonă. Aceasta inscripție a fost considerată de către unii participanți că ar conține numele lui Mișelav. Acest lucru a fost preluat de către presa locală, declanșându---se o adevărată polemică. Ulterior s-a constatat că aceasta ar fi de fapt o piatră funerară, din secolul XVII-XVIII, inscripția acesteia fiind publicată de către slavistul Constantin Bălan cu câțiva ani inainte[6].
Începând cu secolul XIII, apar primele formațiuni politice atestate documentar, la sud de Carpați. Potrivit Diplomei Cavalerilor Ioaniți din anul 1247, Țara Loviștei ar fi fost sub autoritatea voievodatului lui Seneslau, care cuprindea teritoriile din stânga Oltului, din zona Munteniei[7].
Situată în apropierea primei reședințe a Țării Românești – Curtea de Argeș, Țara Loviștei, mai precis comuna Perișani, devine locul unde se presupune ca ar fi avut loc bătălia de la Posada (1330).
Constituirea Țării Românesti, al cărui punct final a fost această bătălie, se face într-un context extern favorabil formațiunilor politice de la sud de Carpați. După invazia mongolă, o altă problemă va slăbi puterea maghiară, mai precis lupta pentru putere între candidații la tronul Ungariei. Acest lucru va ține ocupat, pentru o perioadă, acest regat. 
În urma morții regelui Andrei al III-lea (1301), pretendenți la tron erau Carol Robert de Anjou si Venceslav, fiul regelui Boemiei. După ce sunt declarați regi, Ungaria se împarte în două tabere, având loc o serie de lupte între cele două. În timpul acestora se remarcă Ladislau, voievod al Transilvaniei. 
La sud de Dunăre, țaratul bulgar se dezmembra prin lupte interne. 
În 1307, Carol Robert reușește să se facă recunoscut ca rege. La început, legăturile între rege și Basarab, fiul lui Tihomir, voievodul de dincolo de munți, sunt bune, acesta din urmă respectând obligațiile ce-i reveneau. 
Unul din motivele conflictului se pare că l-a reprezentat Banatul Severinului, dar și instigarea regelui de către nobilii din Transilvania, care aveau interese dincolo de Carpați. 
În anul 1330, Banatul Severinului era în stăpânirea lui Basarab I, care, în urma refuzului de a-l preda regelui Ungariei, determină expediția lui Carol Robert[8]. Forțele militare cu care pleacă acesta sunt împărțite în două, o parte fiind trimisă pentru a-l sprijini pe regele Poloniei în lupta împotriva cavalerilor teutoni. Restul, sub comanda personală a regelui Ungariei, se îndreaptă spre Țara Românească. La expediție vor participa numeroși nobili importanți ai regatului maghiar, alături de demnitari ai Curții (de exemplu, Andrei, prepozitul de Alba Regală; Nicolae, prepozit de Alba-Iulia etc).
Se consideră ca expediția a plecat la începutul lunii septembrie din zona Timișoarei, sub conducerea lui Toma, voievodul Transilvaniei, și a lui Dionisie, castelanul Mehadiei, beneficiarul Banatului de Severin. După instalarea lui Dionisie ca Ban de Severin, acesta se îndreaptă către reședința lui Basarab, care „ținea cu necredința Transalpina”. 
Pentru a preîntâmpina un  eventual conflict, Basarab trimite soli regelui Carol cu propuneri de pace (plata unei despăgubiri de 7000 de mărci de argint, recunoașterea suzeranității, etc). În final, Basarab avertizează asupra pericolului pe care l-ar putea întâmpina regele maghiar dacă mai înaintează în teritoriul său. Carol Robert răspunde : „Așa spuneți lui Basarab, că el este păstorul oilor mele și de barbă îl voi scoate din bârlogul său.” În continuare, armata regală înaintează spre cetatea Argeșului, confruntându-se cu lipsa proviziilor. După instalarea taberei, el primește din Transilvania o solie care străbate drumul în condiții primejdioase, printre dușmani.
În noiembrie 1330, Carol Robert decide retragerea din Curtea-de –Argeș spre Transilvania. Aceastǎ retragere se fǎcea în condiții de iarnǎ, cu provizii limitate[9].
Din acest moment, în istoriografia româneascǎ apare o controversǎ privind localizarea exactǎ a bǎtǎliei, desfǎșuratǎ între 9-12 noiembrie.
Cronica pictatǎ de la Viena afirma urmatoarele : „Regele a ajuns pe o cale oarecare cu toatǎ oastea sa, dar calea aceasta era cotitǎ și închisǎ de amândouǎ pǎrțile de râpe foarte înalte de jur împrejur și pe unde acestǎ cale era mai largǎ acolo. Vlahii în mai multe locuri o întǎriserǎ împrejur cu prisǎci. Iar regele și toți ai sǎi negândindu-se în adevar la așa ceva, mulțimea nenumǎratǎ a Vlahilor sus pe râpe a alergat din toate pǎrțile și a aruncat sǎgeți asupra oastei regelui, care se gǎsea în fundul unei cǎi adânci, ce nici nu se putea numi cale, ci mai curând un fel de corabie strâmtǎ, unde din pricina înghesuielii cei mai sprinteni cai și ostași cǎdeau din toate pǎrțile în luptǎ. Cǎci din pricina urcușului, prǎpǎstios din acea cale nu se putea sui în contra Vlahilor pe nici una din râpele de pe amândouǎ laturile drumului, nici nu puteau merge înainte, nici nu aveau loc de fugǎ, fiind fǎcute acolo prisǎci, ci erau cu totul prinși ostașii regelui ca niște pești în vârșe ori în mreajǎ”[10].
Astfel, au apărut mai multe ipoteze :
-         în zona Rucăr-Bran, susținută de Nicolae Iorga;
-         în zona Perișani-Pripoare, emisă de către Ion Conea și preluată de Constantin C.Giurescu;
-         în zona Mehadiei și a Banatului de Severin, susținută de către Constantin Rezachievici.
Referitor la prima ipoteză, Nicolae Iorga, citând documente din timpul luptelor dintre Sigismund de Luxemburg și Vlad Uzurpatorul – care descriu o serie de lupte în trecătorile (foarte înguste ale munților) numite „Posada”– identifică lupta în zona Rucăr. Totodată, este introdusă denumirea de „lupta de la Posada”, ce nu apare în Cronica pictată de la Viena[11].
Cea de-a doua ipoteză, care susține că lupta de la Posada s-a dat în zona Perișani-Pripoare, are cei mai mulți susținători. Inițiată de către Ion Conea într-o lucrare dedicată Țării Loviștei, în anul 1935, după o cercetare de teren în zonă, acesta ajunge la concluzia că singura zonă care se apropie de descrierea Cronicii este zona Perișani-Pripoare, mai precis, defileul Pripoare, între satele Poiana și Băiașu.
Pe lângă argumentele geografice pe care le aduce, I. Conea se bazează și pe faptul că vechiul drumul de legătură între Țara Românească și Transilvania trecea prin Sălătruc, Perișani, Titești, Câineni[12].
A treia ipoteză, susținută de către Constantin Rezachievici, arăta că lupta s-ar fi dat în zona Mehadiei și a Banatului de Severin, bazându-se pe faptul că regele avea relații încordate cu sibienii (cetatea cea mai apropiată din Transilvania față de Argeș). Astfel, singura variantă de întoarcere era zona Banatului de Severin[13].
În legǎturǎ cu cea de-a doua ipotezǎ, aceasta pare cea mai viabilǎ, fiind aprobatǎ de majoritatea cercetǎtorilor. În sprijinul acesteia sunt aduse mai multe argumente :
§  drumul cel mai scurt cǎtre hotar era, totuși, drumul Loviștei ;
§  armata maghiară dorea o cale de retragere mai scurtă, din cauza lipsei de hrană și a apropierii iernii ;
§  descrierea geografică a zonei batăliei se potrivește cu defileul Pripoare-Perișani ;
§  toponimele locului : Posada, Pîrîul Posǎzii, Piatra Șanțului, Valea Roșie[14].
În concluzie, majoritatea istoriografiei românești consideră că locul probabil al acestei lupte se află în defileul Perișani-Pripoare, din zona Loviștei. De altfel, în fiecare an la Perișani se organizează o manifestare social-culturală dedicată acestui eveniment istoric, aflată anul acesta la a douăsprezecea ediție. 
2.3. Atestare documentară 
Satele comunei Perișani au fost amintite în diverse documente medievale, dintre care cele mai multe se referă la dreptul de proprietate.
Satul Spinul are cea mai veche atestare cunoscută, mai precis la 1471, în timpul lui Radu cel Frumos, când acesta întărește lui Stanciu jumătate din sat : „A binevoit domnia mea cu a sa bunăvoință, cu inimă curată și luminată și am dăruit această atotcinstită și cu frumoasă față și preacinstită, care este deasupra tuturor cinstelor și darurilor această față de poruncă a domniei mele lui Stanciul cu fiii săi și cu fiaștrii săi, Bărbat și Ion, ca să le fie jumătate din Spin în 
Loviște, pentru că au cumpărat de la Vâlcan pe o mie de aspri. Și domniei mele i-au dat un  cal”[15].
Mențiunile asupra satului continuă și în următoarele secole, sub diverse forme. În sec XVI, într-un act emis de Mircea Ciobanul în 30 aprilie 1547, acesta întărește lui jupan Oprea cu fiii săi și nepoții de frate în urma unei judecăți „ ca să le fie ocină la Spinu din Loviște, oricât se vor alege părțile lor toate, însă din vechea ocină două părți, partea tatălui său Bărbat și partea fratelui său Ion, pentrucă le este veche și dreaptă ocină și dedină, încă și cumpărată dela Vâlcan, pentru 666 aspri.
Și iar sǎ le fie din delnița Poșascǎ jumǎtate, pentrucǎ le este veche și dreaptǎ ocinǎ și dedinǎ și iar cumpǎratǎ dela fiii lui Vâlcan, dela popa Comșa și dela fratele sǎu, pentru 600 aspri. Și iar sǎ le fie din douǎ ogoare douǎ pǎrți, iarǎși le este cumpǎrǎturǎ dela fiii lui Vâlcan, dela popa Comșa și dela fratele sǎu, pentru 200 aspri. 
Iar din aceste ocine mai sus scrise partea care se numește a lui Ion, a fost cotropitǎ de Dragomir și de fratele sǎu; iar jupan Oprea cu fiii sǎi și cu nepoții sǎi și-a scos-o cu dreaptǎ judecatǎ dinaintea rǎposatului Vintilǎ ‹voevod› și dinaintea lui Radul voevod Cǎlugǎrul, deasememnea și dinaintea domniei mele.
Iar dupǎ aceia, a fost cumpǎratǎ de fiii lui Dragomir, de Stanciul cu ceata sa, pentru 1700 aspri. Iar Oprea cu fiii sǎi și cu frații sǎi, ei au lepǎdat acei aspri 1700 dinaintea lui Radul voevod Cǎlugǎrul și încǎ i-a bǎtut și i-a rușinat Radul voevod. De aceia, Stanciul și cu ceata lui și Micșa cu ceata lui, sǎ nu aibǎ nicicun amestec peste aceste mai sus zise ocine, cǎci au rǎmas înaintea lui  Radul voevod Cǎlugǎrul. Și deasemenea au rǎmas de lege și dinaintea domniei mele”[16].
Se remarcă continuitatea stăpânirii proprietății din tată în fiu, aceste nume fiind întâlnite și în documentul de la 1471. De altfel, în acest document, emis în urma unei judecăți, mai apar referiri și la acte mai vechi emise de către Radu Paisie și Vlad Vintilă. În același document apare amintit „slugii domniei mele Oprea cu fiii și cu nepoții săi”, numit în continuare jupan. Acest lucru demonstrează existența în această zonă a unei structuri social-politice medievale integrate în societatea vremii. 
O altă caracteristică este forma de deținere a proprietății. Aceasta este în cadru asociativ  (familii, neamuri, cete). De exemplu, Dragomir și frații săi, fiii lui Vîlcan, popa Comșa și frații săi, Stanciu cu ceata sa etc…
La 1583 este amintit iar Spinul din Loviște, într-un act a lui Mihnea Voevod : „Dă domnia mea această poruncă a domniei mele jupan Ioan logofăt și jupanița Neacșa, ca să le fie ocinele lor în Iașii de Jos și în Burdea și în Spinul din Loviște cu vatra și din câmp și din apă și din pădure  și din case și cu toate averile vii și moarte, pentru că le sunt vechi și drepte averi și ocine de moștenire și făcute sau nefăcute. Iar după aceia, mai sus spușii oameni Ioan logofăt și jupanița Neacșa i-a apucat vremea bătrâneții și întru aceasta, Dumnezeu nu le-a dat nici fiii, nici fiice din trupul lor, ci au socotit ca după moartea lor să rămână ocinile și averile și s-a ridicat jupan Ioan logofăt, de și-a luat un nepot al său de soră, anume Badea. Astfel jupanița Neacșa iar și-a luat o nepoată a ei…din inimă, numele ei Neacșa, apoi s-au unit după legea lui dumnezeu”[17].
Acest document nu este un simplu act de întărire a unei proprietăți, ci un veritabil contract de înfiere cu clauză de întreținere, pentru că se specifică în continuare : „Însă cât vor fi încă vii acești bătrâni, acești nepoți ai lor să-i cinstescă și să-i asculte foarte ca pe niște părinți dela inimă, iar dacă nu-i vor cinsti și nu vor păzi poruncile lor ci înfrățire să nu aibă…..nicio treabă cu averile unchilor lor niciodată”[18].
Un alt document în care este amintit satul Spinul este emis de cǎtre Matei Basarab în 1632, prin care scutește plǎieșii din acest sat, fugiți în Transilvania de dǎrile domnești : „ de gǎleatǎ cu fân, de oaie seacǎ, de cal, de bou, de cǎșǎrie și de alte slujbe, cum sînt alalți plǎiași ertați”[19]. Totuși, se menține obligativitatea de a pǎzi și îngriji cǎile de comunicații dintre Transilvania și Țara Româneascǎ, precum și podul de la Jiblea, de peste Olt.
4.2. Primul Război Mondial
În anul 1914 începe Primul Război Mondial. Inițial, România decide să se mențină într-o neutralitate armată, cu toate că semnase un tratat de alianță secretă cu Puterile Centrale. Din punct de vedere al ariei de recrutare, plaiul Loviștei depindea de Regimentul 4 Argeș, constituit la 1 ianuarie 1877 și compus din două batalioane, Perișanii fiind incluși în Batalionul 1 Argeș[20].
Fiind o zonă de graniță, teritoriul comunei Perișani intră în atenția autorităților militare române, care pregătesc terenul pentru o eventuală confruntare. Astfel, se asigură legături telefonice cu toate comunele din zona de nord, acestea fiind conectate la liniile militare. Prin construcția de poziții fortificate, Marele Stat Major dorea să oprească o eventuală pătrundere pe linia Carpaților. În acest scop sunt realizare fortificații militare în toate zonele strategice ale comunei.[21] Cu ajutorul populației satelor, sunt construite tranșee pe zonele înalte și dealuri, precum Cordoaia, Coasta Dealului, Valea Largă, Manița, vârful Șutu etc. Din mărturiile localnicilor, precum Ghiță Maria pensionară (99 de ani) din satul Mlăceni, în schimbul muncii depuse la săparea tranșeelor, perișănenii primeau o pâine mare pe zi. 
Nordul județului devine militarizat, pătrunderea în zonă făcându-se pe baza unei aprobări speciale[22]. Se crează grupul de acoperire Olt-Lotru, împărțit în mai multe detașamente. În Loviștea argeșeană  erau cantonate Regimentul 42 de Infanterie și Regimentul 1 de Grăniceri. 
În noaptea de 14-15 august 1916 se declanșează războiul, prin pătrunderea prin trecători în Transilvania. La sfârșitul lui august trupele române ajung în zona Sibiului, unde sunt oprite de către forțele Puterilor Centrale. Trupele germane aveau în componență și corpul alpin bavarez, care va juca un rol important în desfășurarea ulterioară a războiului.
La 17 septembrie 1916 trupele române se aflau în retragere la Titești[23]. În perioada septembrie-octombrie-noiembrie vor avea loc lupte puternice în zona Perișani, fiind o locație strategică importantă. După încercările de pătrundere peste munți în Valea Lotrului, nemții încearcă intrarea prin Loviștea argeșeană, pe direcția Câineni-Titești-Sălătruc[24]. În luna octombrie luptele se duceau în condiții de iarnă în munți. La 9 octombrie, este ocupată localitatea Câineni și se continuă înaintarea spre Titești-Perișani[25]. La 16 octombrie, o încercare de pătrundere a inamicului, pe valea Topologului în Sălătruc, este respinsă, acesta retrăgându-se la Poiana Lungă. După încercările de rezistență pe munții Coți și Mormântul, se constituie un nou aliniament în fața satului Spinul unde forțele românești vor fi supuse unui intens bombardament de artilerie[26]. Aceste lupte vor fi deosebit de violente, după cum înșiși vor mărturisi adversarii: „La Perișani a trebuit să fie măcelărită o companie întreagă, din care n-au scăpat de cât doi oameni. Dar și noi avem de plâns adesea ori grele jertfe, în astfel de lupte date în ținuturi acoperite cu păduri bătrâne. Mulți viteji Germani, Austriaci și Unguri dorm somnul cel veșnic în frumoșii munți de acolo”[27].
Între timp, forțele germane ocolesc Muntele Cozia și ajung la Poiana, silind trupele române ce luptaseră în Spinu să se retragă la 24 octombrie. În aceeași perioadă, singurul punct întărit în care românii mai rezistau era vârful Șutu din Valea Largă. În acest loc va fi ucis în urma unei împușcături în stomac, Prințul de Bavaria, comandantul Regimentului de Infanterie de Gardă din cadrul Corpului Alpin Bavarez, aflat în timpul unei misiuni de recunoaștere efectuată la 25 octombrie[28]. Memoriile comandantului Armatei a 9-a germane despre circumstanțele morții prințului bavarez confirmă mărturiile unui participant, Radu Ispas din Mlăceni actualmente decedat, în etate, pe atunci, de 16 ani. Acesta, fiind călăuză pentru o patrulă română, a fost martor la împușcarea prințului de către un membru al patrulei, care observase ceva strălucitor în noapte, posibil lanterna comandantului german. Locul morții prințului a fost marcat printr-o placă  de bronz, astăzi dispărută, rămânând în amintirea localnicilor zona care se numește în prezent Mormântul Prințului.
În noiembrie 1916 trupele române se retrag spre Argeș. După cum se observă, teritoriul comunei Perișani a fost teatrul de operațiuni în Primul Război Mondial, purtându-se aici lupte grele ale căror urme se văd și astăzi – în anul 2010 au fost chiar descoperite rămășițele unui soldat rămas necunoscut, ale cărui oseminte au fost îngropate în cimitirul satului Mlăceni.    
[1] Ciobanu,V.,Radu,S.,Racovițan,R.(coordonatori) (2009), Călimănești-Monografie istorică și etnografică, Editura Spandugino, București, p. 36
[2] Papacostea, Ș. (1993) Românii în secolul al XIII-lea, între Cruciată și Imperiul mongol, Editura Enciclopedică, București, p.21
[3] Ibidem, p.31
[4]Ciobanu,V., Radu,S., Racovițan,R. (coordonatori) (2009), Călimănești-Monografie istorică și etnografică, Editura Spandugino, București, p. 37
[5] Ibidem, p.38
[6] Soare, I. (2010), Adevărul despre inscripția slavo-română de la Titești, http://www.voceavalcii.ro/2010/09/29/adevarul-despre-inscriptia-slavo-romana-de-la-titesti, accesat la 25.06.2011
[7] Giurescu,C. (2007), Istoria Românilor, vol. I, Editura BIC ALL, București, p. 290
[8] Ibidem, p.293
[9] Iosipescu, S. (1980), Românii din Carpații Meridionali  la Dunărea de Jos de la invazia mongolă (1241-1243) până la consolidarea domniei a toată Țara Românească. Războiul victorios purtat la 1330 împotriva cotropirii ungare, Formarea statelor feudale românești, Editura Academiei, Bucuresti p.78-84 
[10] Popa-Lisseanu,G. (1939), Românii în izvoarele istorice medievale , Editura Bucovina, p.234-235
[11] Tucǎ, F. , Stoicescu, N (1980), Posada 1330, Editura Militară, București, p.128-129
[12] Conea, I. (1937) Geografie și istorie românească, Editura Dacia Traiană, Bucuresti, p. 168-171
[13] Rezachievici, C. (1991,) Lupta lui Basarab I cu Carol Robert în Banatul de Severin, Magazin istoric, nr.4, aprilie 1991, p. 53-54
[14] Pandrea,A. (1967), Medic la Boișoara, Editura pentru Literatură
[15]Panaitescu, P.P, Mioc, D (1966), Documenta Romaniae Historica, B., Țara Românească(1247-1500), vol.I, Editura Academiei R.S.R., p.233-234, documentul 139.
[16] Mioc, D. (1981), D.R.H., B, Țara Românească (1536-1550), vol.IV, Editura Academiei R.S.R, p.352, doc. 369
[17] Mioc, D (1972), D.R.H.,B, Țara Românească (1581-1584), IX, p.98-99, doc. 103  
[18] Ibidem, p.99
[19] Mioc, D (1969), D.R.H., B, Țara Românească (1630-1632), XXIII, p.621-622, doc 423
[20] Carp, C, col.(r.),dr., et al (2008), Istoricul regimentului 4 „Argeș” 1877-1946,  Editura Pământul, p.8-9
[21] Purece S., Bardașu,P., et al (1997), Ani de restriște, Râmnicu Vâlcea, p. 11
[22] Ibidem, p.14
[23] Kirițescu,C. (1989) Istoria războiului pentru întregirea României 1916-1919, Editura Științifică și Enciclopedică, București, p. 265
[24] Purece S., Bardașu,P., et al (1997), Ani de restriște, Râmnicu Vâlcea, p. 36
[25] Falkenhann, E.( 1937), Campania armatei a 9 a împotriva românilor și rușilor 1916/17, București,p.129
[26] Andronie, D.(1980),Regimentul 44 Infanterie;rezumatul activității executate în timpul campaniei de la 14 august la 30 decembrie,Studii vîlcene,IV, p.87
[27] Kirițescu,C. (1989) Istoria războiului pentru întregirea României 1916-1919, Editura Științifică și Enciclopedică, București, p. 355
[28]  Falkenhann, E.(1937),Campania armatei a 9 a împotriva românilor și rușilor 1916/17, București,p.137

## Demografie
Componența etnică a comunei Perișani
     Români (90,08%)
     Alte etnii (0%)
     Necunoscută (9,92%)
Componența confesională a comunei Perișani
     Ortodocși (88,77%)
     Alte religii (0,16%)
     Necunoscută (11,06%)
Conform recensământului efectuat în 2021, populația comunei Perișani se ridică la 1.844 de locuitori, în scădere față de recensământul anterior din 2011, când fuseseră înregistrați 2.326 de locuitori. Majoritatea locuitorilor sunt români (90,08%), iar pentru 9,92% nu se cunoaște apartenența etnică. Din punct de vedere confesional, majoritatea locuitorilor sunt ortodocși (88,77%), iar pentru 11,06% nu se cunoaște apartenența confesională.

## Politică și administrație
Comuna Perișani este administrată de un primar și un consiliu local compus din 11 consilieri. Primarul, Dumitru-Sorin Leonte[*], de la Partidul Național Liberal, este în funcție din 1 noiembrie 2024. Începând cu alegerile locale din 2024, consiliul local are următoarea componență pe partide politice:
|  | Partid                    | Consilieri | Componența Consiliului | Componența Consiliului | Componența Consiliului | Componența Consiliului | Componența Consiliului | Componența Consiliului |
|  | ------------------------- | ---------- | ---------------------- | ---------------------- | ---------------------- | ---------------------- | ---------------------- | ---------------------- |
|  | Partidul Național Liberal | 6          |                        |                        |                        |                        |                        |                        |
|  | Partidul Social Democrat  | 4          |                        |                        |                        |                        |                        |                        |
|  | Uniunea Salvați România   | 1          |                        |                        |                        |                        |                        |                        |